# Famille Trevisan
Pour les articles homonymes, voir Trevisan.
 (juillet 2024).
La famille Trevisan est une famille patricienne de Venise, dont une partie est originaire de Aquilée et ils habitèrent Venise dès sa fondation.

## Historique

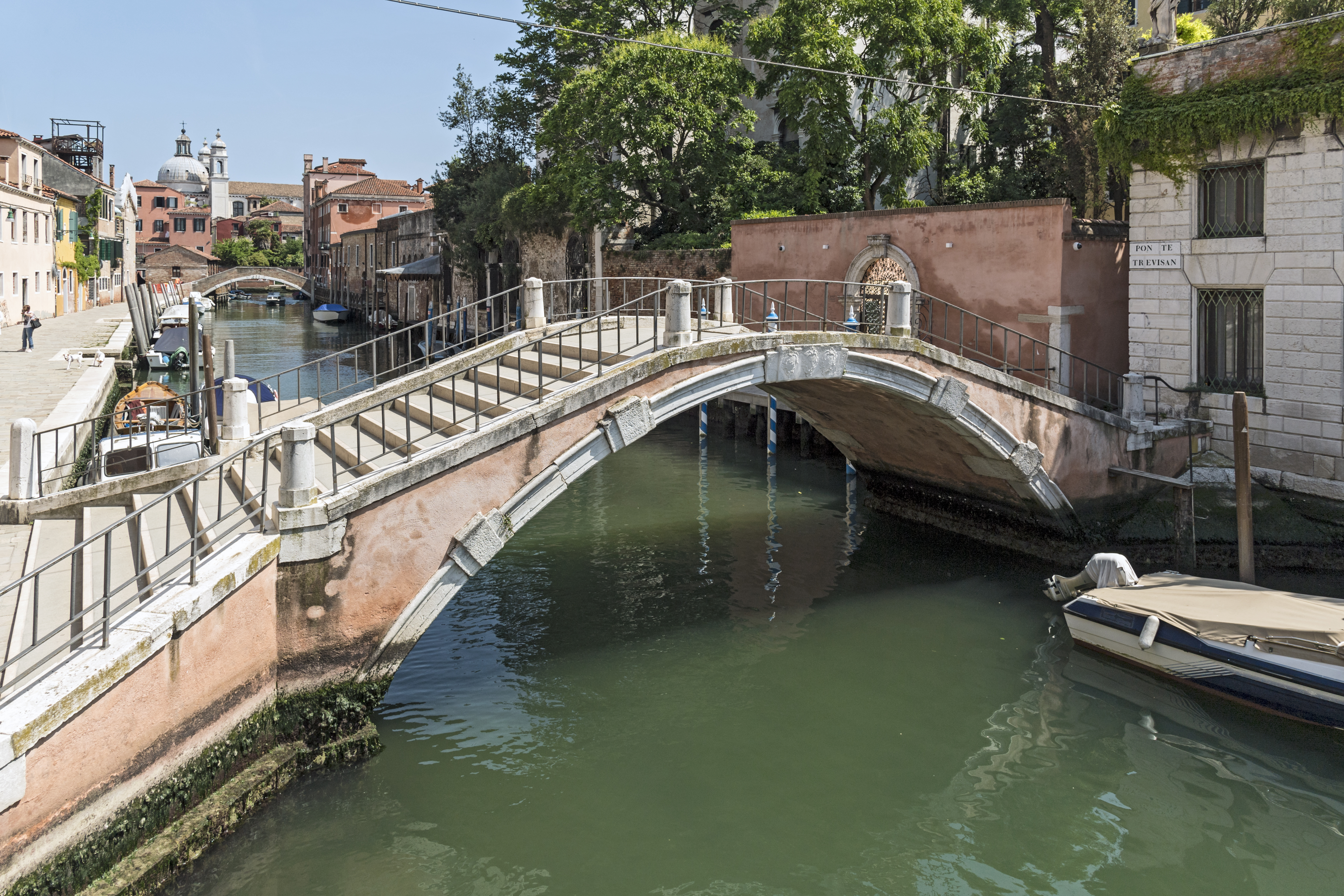
Le pont Trevisan sur le Rio dei Ognissanti

Une autre partie vint, comme le dit son nom, de Trévise et se retrouva incluse dans le Maggior Consiglio à sa clôture en 1297. La première partie étant demeurée exclue du rang de la Noblesse dominante, elle y est rentrée pendant la guerre, en 1689, dans la personne de Pietro Trevisan, dont les ancêtres avaient servi la République dans la Chancellerie, second ordre de la Noblesse.

Les Trevisani sont à la base de diverses églises de la cité : San Giovanni Elemosinario, San Giovanni in Olio, San Tommaso à Torcello.

## Armes

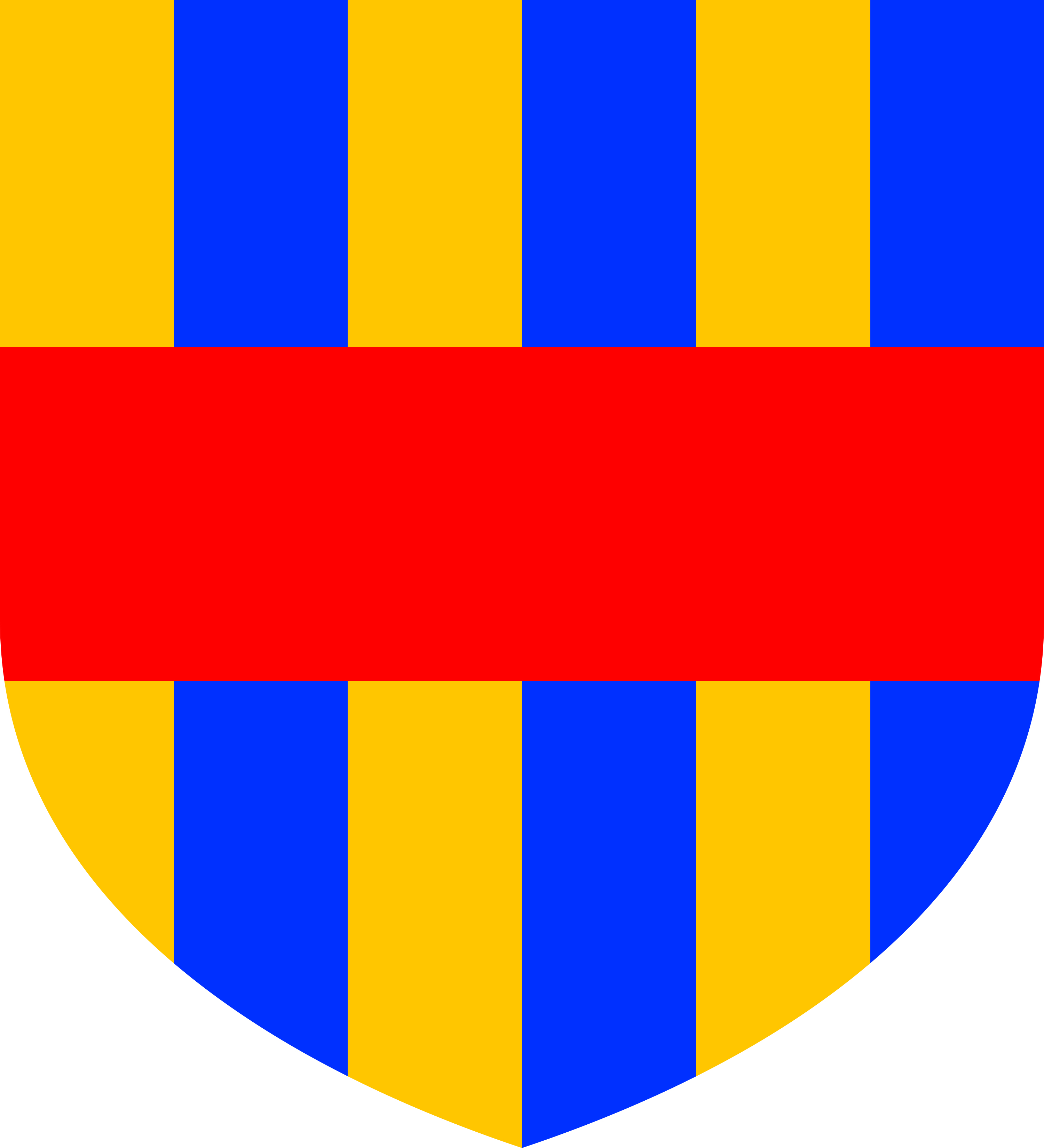
Armes des Trevisan : sìx paux d'or et d'azur avec une fasce de gueules

Les armes des Trevisan se composent pour certains d'or à un chevron d'azur, d'autres d'or à un chef de gueules chargé d'un lion passant d'or, d'autres encore d'azur à trois bandes d'or sous un chef d'azur, qui sont celles des derniers aggregés, hormis le chef, et d'autres enfin sìx paux d'or et d'azur avec une face de gueules.

## Personnalités
- Domenico, cavalier, ambassadeur, procurateur et généralissime.
- son fils Marcantonio (1475-1554), procurateur de Saint-Marc, fut élu 80e doge de Venise en 1553.
- Melchiorre (it) (+1500), général d'armée, conduisit les Vénitiens à la bataille du Taro ; provéditeur du Sénat ; il rapporte une sainte relique d'Orient, dont il fit don à la Basilique Santa Maria Gloriosa dei Frari en 1480.
- Giovanni Trevisan fut 14e patriarche de Venise de 1560 à 1590.
- Francesco (it) (1687-1769), évêque de Caorle de 1738 jusqu'à sa mort.

## Demeures

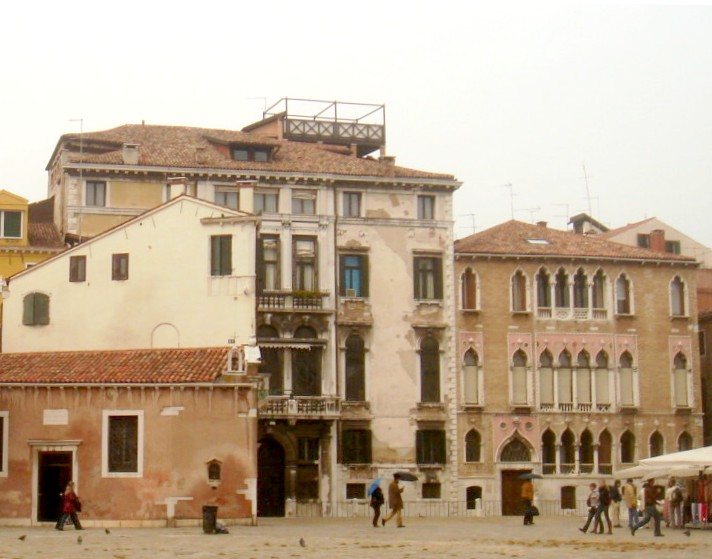
Palais Trevisan Pisani
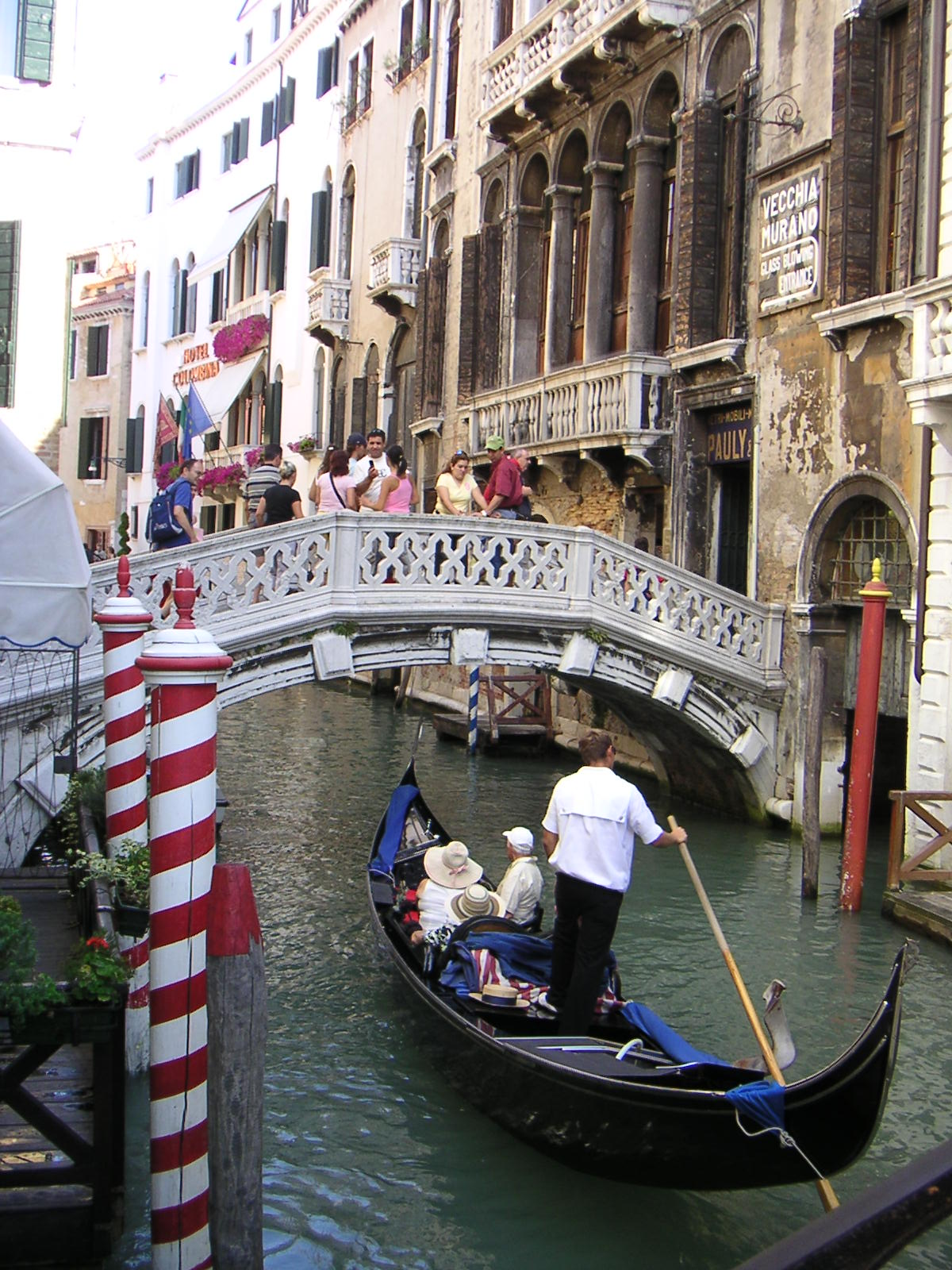
Palais Trevisan Cappello
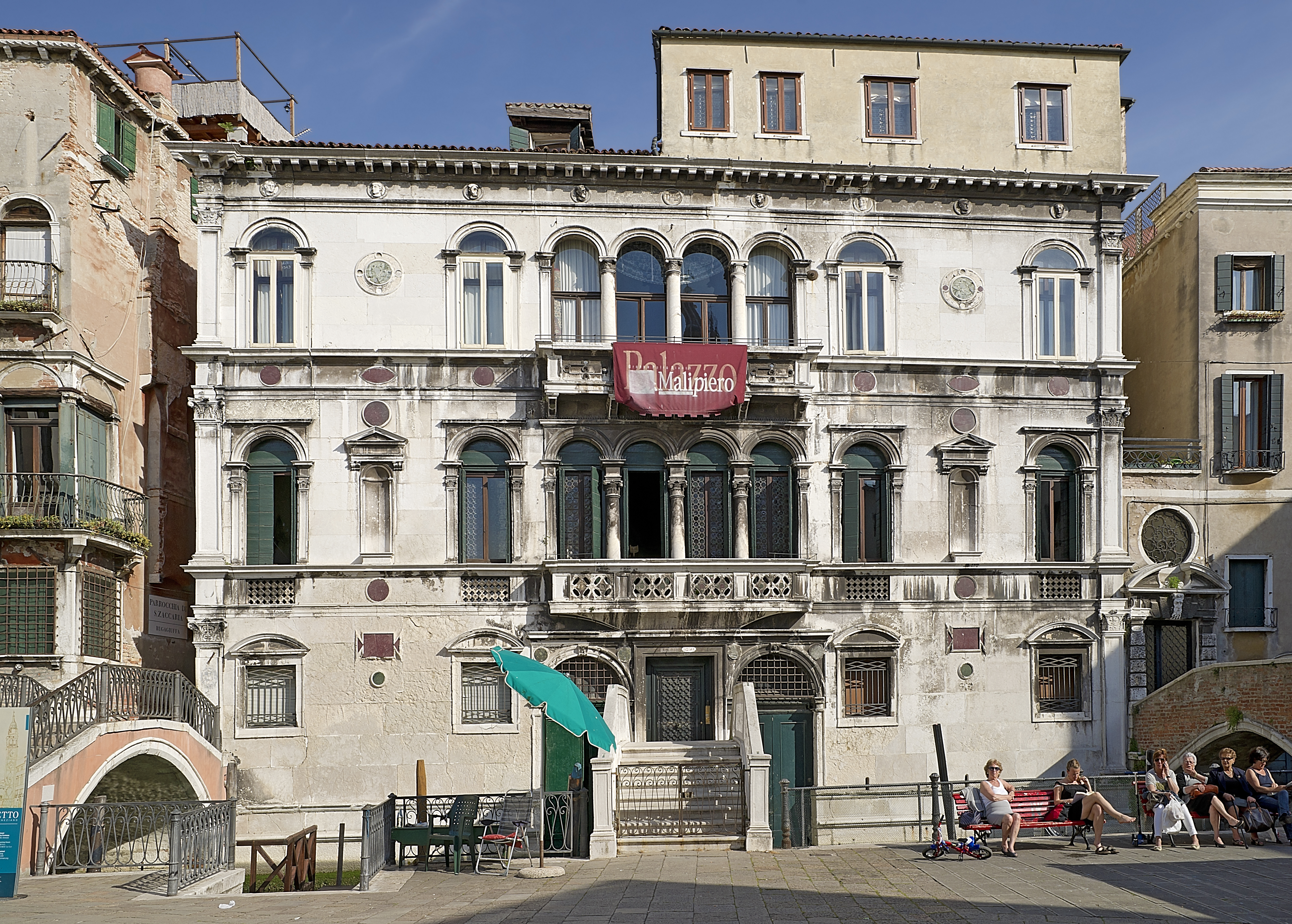
Palais Malipiero Trevisan
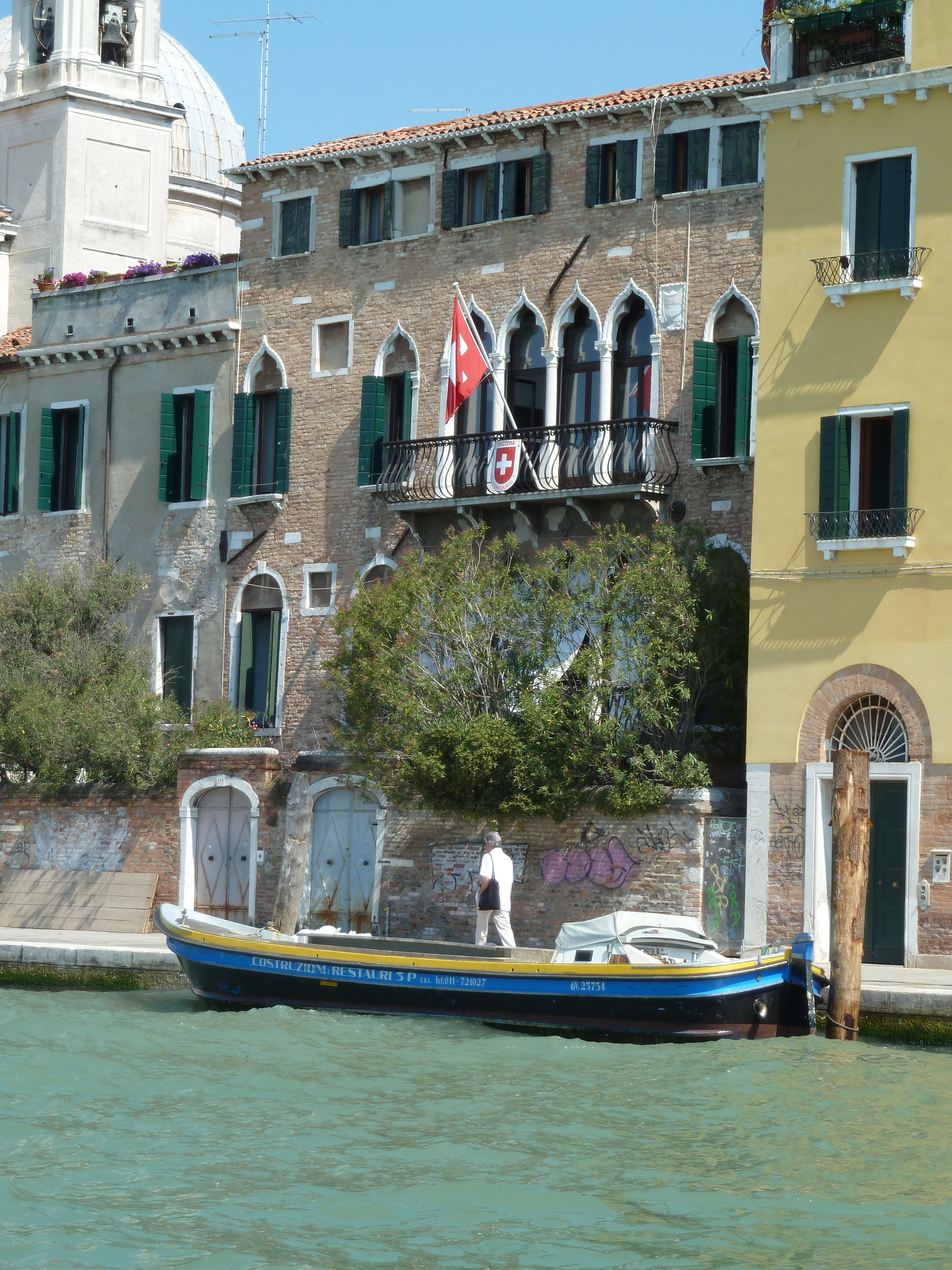
Palais Trevisan degli Ulivi

- Palais Trevisan
- Palais Cappello Trevisan in Canonica
- Palais Trevisan (Murano)